# Greatest Hits (Creedence Clearwater Revival)
Greatest Hits è una raccolta dei Creedence Clearwater Revival, pubblicata nel settembre 2005 dalla Synergy.

## Tracce
1. Proud Mary
2. Before You Accuse Me
3. Green River
4. Born On The Bayou
5. Suzie Q
6. Looking For A Reason
7. Bad Moon Rising
8. Sweet Hitch-Hiker
9. Down On The Corner
10. Up Around The Bend
11. Lodi
12. Who'll Stop The Rain
13. Cotton Fields
14. I Put A Spell On You
15. Looking Out My Back Door
16. Good Golly Miss Molly
17. Hey Tonight
18. It Came Out Of The Sky
19. Long As I Can See The Light
20. Hello Mary Lou
21. Have You Ever Seen The Rain?

## Formazione
- John Fogerty - chitarra, voce
- Tom Fogerty - chitarra
- Doug Clifford - batteria
- Stu Cook - basso